# Хаависту, Керт
Керт Хаависту (эст. Kert Haavistu; 18 января 1980, Таллин) — эстонский футболист, крайний полузащитник, футбольный тренер. Выступал за национальную сборную Эстонии.

## Биография

### Клубная карьера
Воспитанник Таллинской футбольной школы («Таллинна Ялгпалликоол»), занимался футболом с девяти лет, тренер — Айвар Тийдус. На взрослом уровне начал выступать в 16-летнем возрасте в составе старшей команды своей школы, также играл в первой лиге за таллинский «Валль».
В 1998 году перешёл в систему «Флоры». В первое время играл на правах аренды за «Лелле» в высшей лиге, а в 1999 году дебютировал в основном составе «Флоры». Провёл за клуб более 130 матчей, стал неоднократным чемпионом и призёром чемпионата Эстонии.
В 2006—2007 годах играл за «ТФМК», после чего закончил профессиональную карьеру в большом футболе. В дальнейшем выступал за резервные составы «Нымме Калью» и любительские клубы.
В 2008 году стал чемпионом Эстонии по мини-футболу. Также играл в пляжный футбол за СК «Реал» (Таллин).

### Карьера в сборной
Сыграл 33 матча за сборные Эстонии младших возрастов.
В национальной сборной Эстонии дебютировал 18 августа 1999 года в матче против Армении, вышел на замену на 70-й минуте вместо Урмаса Кирса. Последний матч провёл 18 августа 2004 года против Лихтенштейна. Всего за сборную сыграл 44 матча, голов не забивал.
Выступал за сборные Эстонии по мини-футболу и пляжному футболу.

### Тренерская карьера
Работал детским тренером в школе Андреса Опера (2007—2008), затем в клубе «Реал» (Таллин).
В 2009—2013 годах возглавлял сборную Эстонии по пляжному футболу, одновременно в 2010—2013 годах — сборную страны по мини-футболу.

## Достижения
- Чемпион Эстонии (3): 2001, 2002, 2003
- Обладатель Кубка Эстонии (1): 2006
- Обладатель Суперкубка Эстонии (3): 2002, 2003, 2006

## Личная жизнь
Брат Микк (род. 1985) тоже был футболистом, выступал в высшей лиге Эстонии за «ТФМК» и «Нымме Калью».
Дед, Рауль Нелл (1933—1987) играл в футбол в высшей лиге СССР за таллинский «Калев».